# Слободчиково (село)
Слободчико́во — село в Ленском районе Архангельской области. Входит в состав Со́йгинского сельского поселения.

## География
Находится в юго-восточной части Архангельской области на расстоянии приблизительно 65 км на юго-запад по прямой от административного центра района села Яренск на правом берегу Вычегды у устья Се́ндуги.

## История
Было отмечено еще в 1710 году как поселение с 1 двором. В 1859 году здесь (село Сольвычегодского уезда Вологодской губернии) было учтено 4 двора.

## Население
Численность населения: 53 человека (1859 год), 37 (русские 81 %) в 2002 году, 14 в 2010.

## Достопримечательности
Успенская церковь в частично разрушенном состоянии.